# Bodio (Ticino)
Bodio (lmo. Böit) – miejscowość i gmina w południowej Szwajcarii, w kantonie Ticino, w okręgu (distretto) Leventina, w powiecie (circolo) Giornico. Leży nad rzeką Ticino. 

## Demografia
W Bodio mieszka 911 osób. W 2021 roku 45,4% populacji gminy stanowiły osoby urodzone poza Szwajcarią. 

## Transport
Przez teren gminy przebiegają autostrada A2 oraz droga główna nr 2.